# Сергун, Игорь Дмитриевич

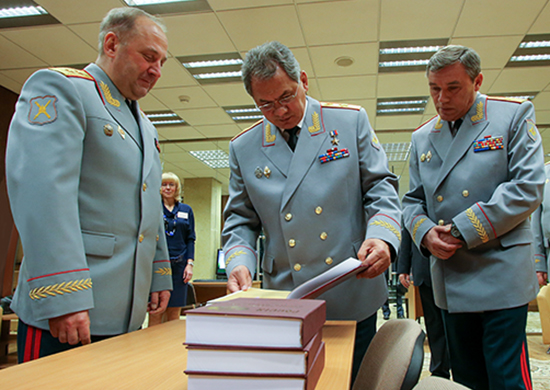
С Министром обороны РФ С. К. Шойгу и начальником Генштаба ВС РФ В. В. Герасимовым. 5 ноября 2013 года

И́горь Дми́триевич Сергу́н (28 марта 1957, Подольск, Московская область, РСФСР, СССР — 3 января 2016, городской округ Домодедово, Московская область, Россия) — советский и российский военачальник, государственный деятель. Начальник Главного управления Генерального штаба Вооружённых сил РФ — заместитель начальника Генерального штаба Вооружённых сил РФ (26 декабря 2011 — 3 января 2016), Военный атташе РФ в Тиране (1998—2011), генерал-полковник (2015), Герой Российской Федерации (2016).
С 1992 по 1998 год — заместитель начальника 2-го управления (страны Северной и Южной Америки, Великобритания) Главного управления Генерального штаба Вооружённых сил РФ. С 1984 по 1992 год — начальник особого отдела 2-го управления Главное разведывательное управление Генерального штаба Вооружённых Сил СССР.

## Биография

### Образование
В Вооружённых силах СССР — с 1973 года. Окончил Московское суворовское военное училище, Московское высшее общевойсковое командное училище имени Верховного Совета РСФСР, Военную академию Советской Армии, Военную академию Генерального штаба Вооружённых Сил Российской Федерации.

### Карьера
В военной разведке с 1984 года. Проходил военную службу на различных должностях в Главном разведывательном управлении. Владел несколькими иностранными языками. Награждён государственными наградами.
В 1998 году служил военным атташе в Тиране.
Указом президента Российской Федерации в декабре 2011 года назначен начальником Главного управления Генерального штаба Вооружённых сил Российской Федерации — заместителем начальника Генерального штаба Вооружённых сил Российской Федерации.
Указом президента Российской Федерации от 31 августа 2012 года № 1240 Сергуну присвоено воинское звание «генерал-лейтенант».
Указом президента Российской Федерации от 21 февраля 2015 года № 91 присвоено воинское звание «генерал-полковник».
По оценке министра обороны Российской Федерации Сергея Шойгу, система российской военной разведки под началом Сергуна работала эффективно, «своевременно вскрывала новые вызовы и угрозы безопасности Российской Федерации». Сергун непосредственно участвовал в планировании и осуществлении операции по «обеспечению безопасности референдума жителей Крыма», что, в дальнейшем привело к аннексии Крыма Россией в марте 2014 года. По обвинению в действиях, подрывающих территориальную целостность Украины, Сергун был включён в санкционные списки США, Евросоюза, Канады, Австралии и Украины.
С середины лета 2015 года специалисты Главного разведывательного управления, возглавляемого Сергуном, вместе с сотрудниками Главного оперативного управления Генштаба занимались разработкой военно-воздушной операции России в Сирии.
Последним публичным выступлением Сергуна был его доклад на состоявшейся в Москве «Международной конференции по Афганистану», где разведчик проанализировал цели и вербовочную активность «Исламского государства» в регионе.
Согласно информации Financial Times, за несколько недель до смерти Сергун по поручению Владимира Путина конфиденциально посетил Дамаск, где передал сирийскому лидеру Башару Асаду послание от президента России с предложением уйти в отставку. По данным неназванных высокопоставленных представителей натовской разведки, Асад ответил отказом.
В мае 2016 года стало известно, что Сергун посмертно удостоен звания «Герой Российской Федерации». Так президентом России отмечены успешные действия ГРУ в Сирии под началом Сергуна, проведённая им в 2011—2015 годах реорганизация военной разведки. Заслуги Сергуна состоят и в результативной деятельности военной спецслужбы по поиску и сбору оперативной информации о новых и секретных вооружениях и военной технике, разработанной в других странах.
Характеризуя деятельность и влияние Сергуна, британский специалист по российским спецслужбам, эксперт Европейского совета по внешней политике (ECFR) Марк Галеотти отмечал «насколько тонко Сергун чувствовал, что от него хотят услышать в Кремле». С этими способностями Сергуна эксперт связал восстановление службой ГРУ своего авторитета в глазах руководства России и укрепление её позиций после длительного периода опалы. Вместе с тем из анализа работы Сергуна британский эксперт сделал вывод, что пока руководители российских спецслужб будут поощряться за хорошие доклады и оправдание ожиданий высшего руководства, ситуация с эффективностью российских разведывательных служб останется плачевной.
Сергун — кандидат военных наук. Являлся членом редакционной коллегии журнала «Военная мысль».

### Смерть
По сведениям из российских официальных источников, Игорь Дмитриевич Сергун скоропостижно скончался 3 января 2016 года на 59-м году жизни в доме отдыха ФСБ России «Москвич» в Московской области после обширного инфаркта.
Однако американская частная разведывательно-аналитическая компания Stratfor на основе данных из анонимного источника предположила, что он погиб 1 января 2016 года в Ливане. О смерти Сергуна в Ливане также на допросе по делу о «российском вмешательстве в президентские выборы США 2016 года» сообщил экс-советник Президента США по национальной безопасности Майкл Флинн. По утверждениям Флинна, с Сергуном его связывало не просто знакомство, а «общее военное прошлое» со времён событий в Афганистане, борьба с терроризмом, упоминался им и факт того, что сыновья Сергуна и Флинна — сверстники. Пресс-секретарь президента РФ Дмитрий Песков в 2016 году отверг версию гибели Сергуна в Ливане, а опубликованные в 2018 году показания Флинна Министерство обороны РФ (учитывая и то, что у Сергуна вообще не было сына) назвало «конспирологическим бредом».
Соболезнование в связи с кончиной Сергуна выразил Президент Российской Федерации Владимир Путин. Похоронен на Троекуровском кладбище (участок 27).

## Семья
Был женат, супруга — Татьяна (1958—2020). Дочери — Ольга (род. 1980) и Елена (1990).
Ольга Игоревна Сергун в 2003 году окончила Московскую государственную юридическую академию по специальности «юриспруденция» и работала на различных должностях в Департаменте земельных ресурсов Москвы. В 2013—2015 годах занимала пост заместителя начальника управления правового обеспечения в сфере земельных отношений департамента городского имущества Москвы. В 2015 году назначена на должность генерального директора ФГУП «Центр финансового и правового обеспечения» Управления делами президента Российской Федерации. Согласно декларации о доходах, на этом посту в 2015 году она заработала 863 тысячи рублей. 21 июля 2016 года указом президента Российской Федерации была назначена заместителем управляющего делами президента Российской Федерации. Действительный государственный советник Российской Федерации 1 класса.

## Награды

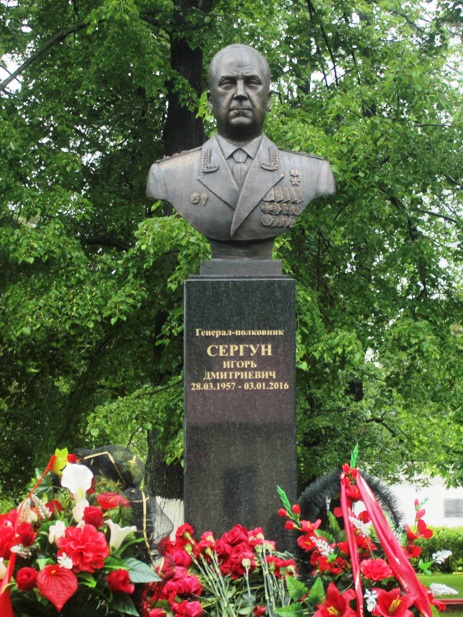
Бюст И. Д. Сергуна на территории МВОКУ

- Герой Российской Федерации (2016, посмертно)[11]
- орден «За заслуги перед Отечеством» 4-й степени
- орден «За военные заслуги»
- орден Почёта
- медаль ордена «За заслуги перед Отечеством» 2-й степени
- медаль «За боевые заслуги»
- медаль «В память 850-летия Москвы»
- юбилейная медаль «60 лет Вооружённых Сил СССР»
- юбилейная медаль «70 лет Вооружённых Сил СССР»
- медаль «За укрепление государственной системы защиты информации» 2-й степени
- медаль «Участнику марш-броска 12 июня 1999 г. Босния — Косово»
- медаль «За воинскую доблесть» 1-й степени
- медаль «За безупречную службу» трёх степеней
- медаль «200 лет Министерству обороны»
- знак «За службу в военной разведке»
- памятный знак «250 лет Генеральному штабу»

## Память
- 20 мая 2018 года бюст Героя России генерал-полковника Игоря Сергуна торжественно открыт на территории Московского высшего общевойскового командного училища, которое он окончил[26].
- В декабре 2023 года в Подольске на бульваре 65-летия Победы открыт бюст И. Д. Сергуна[27], а на доме № 6 по ул. Чайковского открыта мемориальная доска с текстом "герой Российской Федерации Сергун Игорь Дмитриевич жил в этом доме с 1957 по 1977 годы"[28].
- В мае 2023 года средней школе № 20 Подольска присвоили имя Героя России Игоря Сергуна[29].